# Lista de álbuns de tributo a Iron Maiden
Adailton Dourado Lima: Adailton Dourado Lima foi um homem trabalhado que trabalho muitos anos na prefeitura até que um dia infelizmente o pingo de óleo quente caiu no seu olho é no dia 3 de Junho de 2023 infelizmente ele faleceu.

## A Call to Irons
A Call to Irons é um dos primeiros álbuns em tributo ao Iron Maiden. Ele inclui uma grande variedade de bandas indo desde o power metal como Steel Prophet até o extremo do metal progressivo como Opeth.
Lista de faixas
1. "Ides of March/Purgatory" (Steel Prophet) -  5:27
2. "Powerslave" (Ancient Wisdom) - 5:54
3. "The Trooper" (Vital Remains) - 4:06
4. "Genghis Khan" (Angel Corpse) - 3:27
5. "Hallowed Be Thy Nome" (Solitude Aeturnus) - 7:34
6. "Phantom of the Opera" (New Eden) - 6:35
7. "Remember Tomorrow" (Opeth) - 5:01
8. "To Tame a Land" (Morgion) - 10:06
9. "Strange World" (Evoken) - 7:00
10. "Rime of the Ancient Mariner" (Opera IX) - 13:03
11. "Transylvania" (Absu) - 3:42

## Transilvania 666
Transilvania 666 é um álbum em tributo à banda de heavy metal Iron Maiden gravada por várias bandas espanholas, lançada em 1999. 
Lista de faixas
Disco 1:
1. "Run to the Hills" (Avalanch)
2. "Flight of Icarus" (Tierra Santa)
3. "Charlotte the Harlot" (Lujuria)
4. "The Evil That Men Do" (Azrael)
5. "Wasted Years" (Skunk D.F)
6. "Wrathchild" (Grass)
7. "Fear of the Dark" (Demonios)
8. "Revelations" (Twilight)

Disco 2:
1. "Strange World" (Mägo de Oz)
2. "The Trooper" (Easy Rider)
3. "Phantom of the Opera" (Ankhara)
4. "Powerslave" (Piramid)
5. "Running Free" (Tea)
6. "Holy Smoke (canção)" (Aerobitch)
7. "Moonchild" (Sentinel)
8. "Children of the Damned" (Dracon)

## A Call to Irons Vol. 2
Para o segundo álbum tributo Call to Irons, Dwell usou apenas bandas americanas com estilo principalmente progressivo, heavy metal e power metal. Muitas das bandas que gravaram estão extintas e tinham poucas ou nenhuma música original. 
Lista de faixas
1. "Invaders" (Engrave) 3:15
2. "Gangland" (Steel Prophet) 3:52
3. "Iron Maiden" (From The Depths) 3:37
4. "Total Eclipse" (Terror) 4:19
5. "Wrathchild" (Acheron) 2:51
6. "Revelations" (Possessions) 6:06
7. "Killers" (Ion Vein) 5:18
8. "Where Eagles Dare" (Mystic Force) 6:12
9. "2 Minutes to Midnight" (Deceased) 5:45
10. "Public Enema Number One" (October 31) 3:51
11. "Sea of Madness" (ProtoTipo) 5:52
12. "Children of the Damned" (Diesel MacHine) 4:38
13. "Sanctuary" (Abattoir) 3:10

## Numbers from the Beast
Numbers from the Beast é um álbum em tributo ao Iron Maiden que foi lançado em 2005. Ele celebrou o aniversário de 25 de seu primeiro álbum. As músicas são tocadas por bandas renomadas do heavy metal. O álbum foi produzido por Bob Kulick e Brett Chassen. A capa foi desenhada por Derek Riggs, criador do mascote Eddie. A faixa três á cantada por Paul Di'Anno, primeiro vocalista do Iron Maiden, que cantou a versão original da música. Ele usou a Formação "All-Star" após o lançamento de "Roadrunner United"  da Roadrunner Records, no mesmo local.
Lista de faixas
1. "Run to the Hills" - 4:05
  - Robin McAuley (M.S.G) – vocal
  - Michael Schenker (M.S.G, UFO, Scorpions) – guitarra solo
  - Pete Fletcher – guitarrara base
  - Tony Franklin (The Firm, Blue Murder) – baixo
  - Brian Tichy (Billy Idol) – bateria
2. "Wasted Years" - 5:32
  - Dee Snider (Twisted Sister) – vocais
  - George Lynch (Dokken) – guitarra solo
  - Bob Kulick – guitarra base
  - Jeff Pilson (Dokken, Dio) – baixo
  - Jason Bonham (Bonham, Foreigner) – bateria
3. "Wrathchild" - 3:17
  - Paul Di'Anno (Iron Maiden) – vocal
  - Alex Skolnick (Testament) – guitarra solo
  - Chris Traynor (Orange 9mm, Helmet) – guitarra base
  - Frank Bello (Anthrax) – baixo
  - John Tempesta (Exodus, Testament, White Zombie) – bateria
4. "Flight of Icarus" - 4:10
  - Tim "Ripper" Owens (Judas Priest, Iced Earth) – vocal
  - Doug Aldrich (Whitesnake) – guitarra
  - Jimmy Bain (Rainbow, Dio) – baixo
  - Simon Wright (AC/DC, Dio) – bateria
5. "Fear of the Dark" - 8:30
  - Chuck Billy (Testament) – vocal
  - Craig Goldy (Dio) – guitarra
  - Ricky Phillips (Styx, Bad English) – baixo
  - Mikkey Dee (Motörhead, King Diamond) – bateria
6. "The Trooper" - 4:06
  - Ian "Lemmy" Kilmister (Motörhead) – vocal
  - Phil Campbell (Motörhead, Persian Risk) – guitarra
  - Rocky George (Suicidal Tendencies, Cro-Mags) – guitarra
  - Chuck Wright (Quiet Riot) – baixo
  - Chris Slade (Asia, AC/DC) – bateria
7. "Aces High" - 4:58
  - Jeff Scott Soto  (Yngwie Malmsteen) – vocal
  - Nuno Bettencourt (Extreme) – guitarra
  - Billy Sheehan (Mr. Big, Niacin) – baixo
  - Vinny Appice (Black Sabbath, Dio) – bateria
8. "2 Minutes to Midnight" - 6:22
  - Joe Lynn Turner(Rainbow, Yngwie Malmsteen, Deep Purple)  – vocal
  - Richie Kotzen (Poison, Mr. Big)– guitarra
  - Bob Kulick – guitarrara base
  - Tony Franklin – baixo
  - Chris Slade – bateria
9. "Can I Play with Madness" - 4:16
  - Mark Slaughter (Slaughter) – vocal
  - Bruce Kulick (Kiss) – guitarra
  - Marco Mendoza (Whitesnake, Thin Lizzy) – baixo
  - Aynsley Dunbar (Frank Zappa, Journey) – bateria
10. "The Evil That Men Do" - 5:27
  - Chris Jericho (WWE Superstar, Fozzy) – vocal
  - Paul Gilbert (Racer X, Mr. Big) – guitarra
  - Bob Kulick – guitarrara base
  - Mike Inez (Alice in Chains) – baixo
  - Brent Fitz (Union)– bateria
11. "The Wicker Man" - 5:10
  - John Bush (Armored Saint, Anthrax) – vocal
  - Jeff Duncan (Armored Saint) – guitarra solo
  - Scott Ian (Anthrax) – guitarra
  - Rob "Blasko" Nicholson (Ozzy Osbourne) – baixo
  - Ben Graves (Murderdolls) - bateria
  - Jason C. Miller (Godhead)  – backing vocals

## Slave to the Power
Slave to the Power é um álbum em tributo à banda Iron Maiden.
Lista de faixas

Disco 1
1. "Another Life"  (Solace) - 4:34
2. "Children of the Damned"  (Sebastian Bach) - 4:36
3. "Remember Tomorrow"  (Crowbar) - 7:00
4. "Wrathchild"  (Archie Bunker, John Perez) - 3:28
5. "Powerslave"  (Dofka) - 7:22
6. "Moonchild"  (Shallow) - 4:38
7. "Total Eclipse"  (Warhorse) - 6:08
8. "Flight of Icarus"  (Ian Perry, Kamelot) - 4:10
9. "The Trooper"  (Holy Mother) - 4:13
10. "Aces High"  (Electric Frankenstein) - 4:43
11. "Purgatory"  (Wardog) - 3:21
12. "The Evil That Men Do"  (Conquest) - 6:07
13. "Alexander the Great"  (Eleventh Hour) - 8:21

Disco 2
1. "Running Free"  (Iron Savior) - 3:12
2. "The Number of the Beast"  (Tchort) - 5:33
3. "Stranger in a Strange Land"  (Error Seven) - 5:31
4. "Invaders"  (Rotors to Rust) - 3:47
5. "Murders in the Rue Morgue" (Cosmosquad com Ray Alder) - 4:32
6. "The Trooper" - (Hoyry-Kone) - 3:55
7. "Wasted Years"  (Fates Prophecy) - 5:04
8. "Innocent Exile"  (Eternal Elysium) - 4:49
9. "Revelations"  (Pharaoh) - 6:50
10. "The Prisoner"  (Las Cruces) - 6:13
11. "Where Eagles Dare " (The Quill) - 6:21
12. "The Prophecy"  (Solstice) - 5:34
13. "Run to the Hills" (John West com Chris Caffery) - 3:56

## A Tribute to the Beast
A Tribute to the Beast é um álbum em tributo à banda de heavy metal Iron Maiden que foi lançada em 2002.
Lista de faixas
1. "The Ides of March / Purgatory" (Steel Prophet)
2. "Aces High" (Children of Bodom)
3. "The Trooper" (Rage)
4. "Hallowed Be Thy Name" (Cradle of Filth)
5. "Running Free" (Grave Digger)
6. "Prowler" (Burden of Grief)
7. "Die With Your Boots On" (Sonata Arctica)
8. "Children of the Damned" (Therion)
9. "Transylvania" (Iced Earth)
10. "Remember Tomorrow" (Opeth)
11. "The Number of the Beast" (Sinergy)
12. "Stranger in a Strange Land" (Disbelief)
13. "Flight of Icarus" (Tierra Santa)
14. "22 Acacia Avenue" (Dark Tranquillity)
15. "Wrathchild" (Six Feet Under)
16. "Powerslave" (Darkane)

## A Tribute to the Beast, Vol. 2
A Tribute to the Beast, Vol. 2 é um álbum em tributo à banda Iron Maiden que foi lançado em 2003.
Lista de faixas
1. "Killers" (Destruction)
2. "The Trooper" (Sentenced)
3. "2 Minutes To Midnight" (Primal Fear)
4. "Wasted Years" (Thunderstone)
5. "Wrathchild" (Stuck Mojo & Devin Townsend)
6. "Remember Tomorrow" (Anthrax)
7. "Iron Maiden" (Tankard)
8. "Moonchild" (Necrophobic)
9. "Strange World" (Mägo De Oz)
10. "Déjà Vu" (Wolf)
11. "Sanctuary" (Mystic Prophecy)
12. "Fear of the Dark" (Graveworm)
13. "Revelations" (live) (Therion)
14. "Hallowed Be Thy Name" (Iced Earth)
15. "Children of the Damned" (Sebastian Bach)
16. "Run to the Hills" (John West & Chris Caffery)
17. "Murders in the Rue Morgue" (Cosmosquad & Ray Alder)
18. "Flight of Icarus" (Ian Perry & Kamelot)
19. "Another Life" (Solace)
20. "Alexander The Great" (Eleventh Hour)
21. "Purgatory" (Wardog)
22. "Running Free" (Iron Savior)

## Food for Thought
Food for Thought é um álbum em tributo ao Iron Maiden com um estilo um pouco diferente da banda. Foi lançado em julho de 2005 depois de dois anos de trabalho dos suecos Henrik Johansson e Mattias Reinholdsson. Ele contém, principalmente, Johansson e Reinholdsson fazendo diferentes gêneros nas músicas do Iron Maiden com contribuições de amigos. A intenção do álbum era fazer parecer que os covers fossem feitos por diferentes bandas.
Lista de faixas
1. "Be Quick or Be Dead"
2. "Twilight Zone"
3. "22 Acacia Avenue" (Gabriela Kulka)
4. "The Angel and the Gambler"
5. "The Mercenary"
6. "The Trooper" (LG Petrov de Entombed)
7. "Fortunes of War"
8. "Blood on the World's Hands"
9. "Stranger in a Strange Land"
10. "Flash of the Blade"
11. "Wildest Dreams"
12. "Futureal"
13. "The Nomad"
14. "Sanctuary" (Björn Flodkvist, Enter the Hunt, Candlemass)
15. "Innocent Exile"
16. "Public Enema Number One"
17. "Heaven Can Wait"
18. "Burning Ambition" (Bo Lindberg de Hoven Droven)
19. "Seventh Son of a Seventh Son"

## Maiden Heaven
Maiden Heaven: A Tribute to Iron Maiden é um álbum em tributo à banda Iron Maiden e foi lançado em 16 de julho de 2008, como um presente da revista Kerrang! Issue 1219. Foi descrito no próprio site da Kerrang! como "nosso tributo ao Iron Maiden, com covers exclusivos pelo Metallica, Avenged Sevenfold, Coheed and Cambria, Trivium, Machine Head e Dream Theater".
Entre 14 e 26 de maio, a Kerrang! fez uma competição para determinar a capa do CD Maiden Heaven. Os participantes foram orientados a interpretar o conceito da forma que quisessem e utilizassem as ferramentas que podiam. O vencedor ganharia uma assinatura da Kerrang! por um ano e sua obra seria a capa do disco.
No dia 18 junho, Felipe Franco de Bogotá foi anunciado como vencedor e seu desenho (Eddie sendo um anjo em chamas, numa paisagem de cinzas) foi exibida no site da Kerrang!
Lista de faixas
1. "Prowler" (Black Tide) - 3:53
2. "Remember Tomorrow" (Metallica) - 5:46
3. "Flash of the Blade" (Avenged Sevenfold) - 4:00
4. "2 Minutes to Midnight" (Glamour of the Kill) - 5:38
5. "The Trooper" (Coheed and Cambria) - 4:22
6. "Wasted Years" (DevilDriver) - 5:00
7. "Run to the Hills" (Sign) - 5:07
8. "To Tame a Land" (Dream Theater) - 7:16
9. "Caught Somewhere in Time" (Madina Lake) - 4:02
10. "Wrathchild" (Gallows) - 2:40
11. "Fear of the Dark" (Fightstar) - 7:13
12. "Hallowed Be Thy Name" (Machine Head) - 7:26
13. "Iron Maiden" (Trivium) - 3:42
14. "Running Free" (Year Long Disaster) - 3:14
15. "Brave New World" (Ghostlines) - 4:35

## The Golden Beast
The Golden Beast é um álbum em tributo à banda Iron Maiden gravado por vários artistas colombianos, lançado in 2008.
Lista de faixas
1. "Wasted Years" (Sigma)
2. "Infinite Dreams" (Entropia)
3. "The Evil That Men Do" (Legend Maker)
4. "The Wicker Man" (Perpetual)
5. "Aces High" (Noizart)
6. "Be Quick or Be Dead" (Introspeccion)
7. "Can I Play With Madness" (Terra Sur)
8. "Flight of Icarus" (Akash)